# Litoria fuscula
Litoria fuscula é uma espécie de anfíbio anuro da família Hylidae. Está presente na Indonésia. A UICN classificou-a como deficiente de dados.